# Деніс Буанга
Деніс Буанга (фр. Denis Bouanga; нар. 11 листопада 1994, Ле-Ман, Франція) — габонський футболіст, півзахисник клубу «Лос-Анджелес» і національної збірної Габону.

## Клубна кар'єра
Вихованець академії «Ле-Мана», де він дійшов до команди U-19, але в клубі на нього не покладали великих надій.
У 2013 Буанга дебютував у дорослому футболі в клубі «Мюльсанн-Телоше» з регіональної ліги, за який виступав його молодший брат Дідьє. Брати Буанга відзначилися тим, що вже на ранньому етапі вибили з кубка Франції свій колишній клуб «Ле-Ман» (3:0): Деніс відзначився двома голами. Загалом за сезон Деніс забив 30 голів, а його брат Дідьє ще 14, однак це не допомогло «Мюльсанн-Телоше» підвищитися в класі.
Своєю грою за цей скромний брати привернули увагу «Лор'яна», до якого перейшли в 2014 році. Виступаючи на перших порах за дубль, вже в перших іграх показав високий результат: 4 голи в 7 матчах. 28 жовтня дебютував за основний склад в матчі Кубка французької ліги проти «Евіана», де відіграв усі 90 хвилин, а вже 1 листопада дебютував і в Лізі 1, вийшовши на останні 9 хвилин домашнього матчу проти «Парі Сен-Жермен».
Провівши за півтора року лише 5 ігор в основному складі, Буанга в січні 2016 вирішив перейти в оренду в «Страсбур», який тоді виступав у третьому дивізіоні. Разом з Жеремі Блаяком, Ладісласом Дуньяма та Стефаном Баокеном він став одним з авторів підвищення клубу в класі після складного першого кола. Деніс забив 5 голів у 18 матчах, а вболівальники двічі вибирали його гравцем місяця — в січні та в березні.
Влітку 2016 переходить в оренду на рівень вище, в «Тур», який боровся за виживання в Лізі 2. Буанга проводить успішний сезон, забивши 16 голів у 36 матчах та ставши третім найкращим бомбардиром ліги.
У сезоні 2017/18 він нарешті отримує місце в основі «Лор'яна», який щойно опустився до Ліги 2, однак сезон виявився менш успішним для Буанга: 9 голів у 34 матчах чемпіонату.
Влітку 2018 року підписав трирічний контракт з клубом «Нім».
9 липня 2019 року перейшов до «Сент-Етьєна» за 4,5 мільйони євро. У складі клубу вперше в своїй кар'єрі зіграв у єврокубках, виходячи на заміну в матчах Ліги Європи.

## Виступи за збірну
2016 року дебютував в офіційних матчах у складі національної збірної Габону.
У складі збірної був учасником Кубка африканських націй 2017 року у Габоні.